# John Willie
John Alexander Scott Coutts (9 de diciembre de 1902 - 5 de agosto de 1962), más conocido como John Willie, fue un dibujante y fotógrafo estadounidense, experto en bondage. Su obra más célebre es la serie de historietas The Adventures of Sweet Gwendoline (Las aventuras de la dulce Gwendoline).  

## Biografía

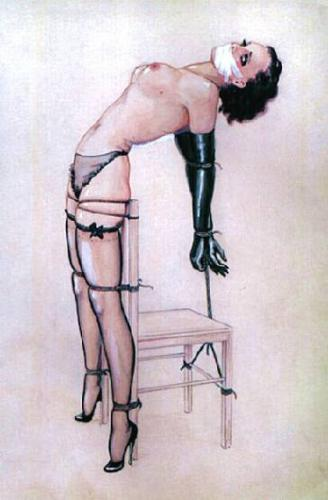
Acuarela de John Willie.

Dibujó pin-ups para las portadas de las revistas "Flirt", "Beauty Parade", "Eyeful" y "Titter", entre otras. También es autor de un pequeño manual sobre la técnica del bondage, titulado "Dear Jim", porque está escrito en el género epistolar.
Las aventuras de la dulce Gwendoline comenzaron a imprimirse en la revista Bizarre en 1946. En las dos primeras historietas, de un "grafismo minucioso y evocador de las ilustraciones del pasado" se autorretrataba como el sádico Sir d'Arcy. 
En la tercera, titulada La princesa desaparecida (The Missing Princess, 1950-51) recurre a la acuarela y a una puesta en escena de raigambre eisneriana, además de presentar a una villana. Esta historieta, así como The Scape Artist fueron distribuidas por Irvin Klaw bajo la marca Nutrix, tapando Eric Stanton al efecto los desnudos originales.
En palabras de Luis Berlanga, Gwendoline

y Willie, nos ofrecen la atadura como juego, como inocente traspaso de turbaciones, invirtiendo los papeles de víctima y verdugo para que ninguno de los dos se sienta culpable.

 Estas historietas han sido traducidas a otros idiomas y, entre ellos, al francés y al español, además de haber sido continuadas por Eric Stanton en "The return of Gwendoline". Stanton también realizó una parodia titulada "Sweeter Gwen" en 1962.
En 1984 también fueron llevadas al cine en la adaptación Gwendoline, película dirigida por Just Jaeckin.